# Merops (wieszczek)
Merops (gr. Μέροψ) – w mitologii greckiej występuje kilka postaci o tym imieniu.

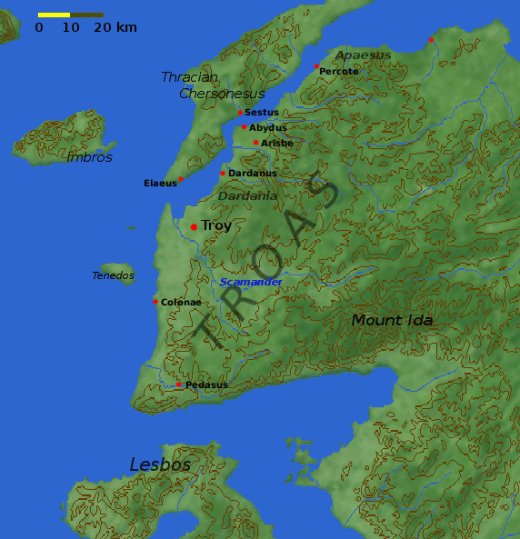
Perkote na mapie Troady

Jednym z nich był słynny wieszczek, król frygijskiego Perkote. Miał dwóch synów: Adrastosa i Amfiosa oraz dwie córki: Arisbe i Kleite. Obdarzony był proroczymi zdolnościami i przewidział śmierć swoich synów, ci jednak zignorowali jego ostrzeżenia. Obaj zginęli w wojnie trojańskiej zabici przez Diomedesa lub Agamemnona.
Wnuk Ajsakosa, syn Arisbe, która była pierwszą żoną Priama, odziedziczył po nim dar jasnowidzenia i Merops szkolił go w interpretacji snów. Druga córka Kleite wyszła za Kyzikosa, króla Dolionijczyków.
Jako sojusznik Troi Merops wysłał oddział, by pomógł królowi Priamowi podczas wojny trojańskiej. Dowodzili nim jednak nie synowie Meropsa, ale Asjos, syn Arisbe i jej drugiego męża Hyrtakosa.
Prawdopodobnie ziemie Meropsa zostały podzielone. Leżały one naprzeciwko siebie, oddzielone Hellespontem.  Perkote to miasto w Troadzie, naprzeciwko Chersonezu Trackiego, zaś Adrastia to region na europejskim wybrzeżu Hellespontu, w pobliżu wejścia do Propontis.
W Iliadzie Homera Hyrtakosi, wnukowie Meropsa, określeni są jako Perkotianie, zaś jego synowie jako Adrastianie.

## W kulturze
- Homer, Iliada[5]
- Apollonios z Rodos, Argonautica[6]
- Apollodoros z Aten, Bibliotheke[7]